# Mexican War Pictures (film 1913 Brady)
Mexican War Pictures è un film muto del 1913. Il nome del regista non viene riportato nei titoli del film.

## Trama
Combattimento tra le forze di Diaz e di Madero. Morte di Madero e suo funerale. I messicani si addestrano per la guerra contro gli Stati Uniti. Le forze USA si preparano a difendere i confini. Battaglia navale nella baia di Vera Cruz.

## Produzione
Venne girato in Messico.

## Distribuzione
Il film fu distribuito in sala nel novembre 1913.